# 尾張サイクリングロード
尾張サイクリングロード（おわりサイクリングロード）とは、1979年（昭和54年）から2006年（平成18年）まで存在した自転車道である。

## 概要
愛知県海部郡大治町にある大治浄水場から一宮市にある朝日取水場までの名古屋市上下水道局の水道送水幹線上に整備されていた。
現在は跡地が「尾張水道みち」という名称に変更されており、廃止以降全く整備されていないが、自転車と歩行者の通行が可能となっている。
中日新聞社が提唱し、日本自転車振興会の競輪共益資金の補助を受け、社団法人愛知青少年協会が建設、尾張サイクリングロード運営管理委員会が管理していた。ほぼ直線に延びる全長15kmの自転車専用道路であったが、河川・鉄道線路・主要道路などでは路線が分断されており、迂回を余儀なくされていた。また、三宅川付近に1カ所だけ休憩所が設けられている。

## 沿革
- 1979年（昭和54年）3月30日 - 竣工。
- 2006年（平成18年）3月30日 - 廃止。

## 通過自治体
- 愛知県
  - 海部郡大治町、あま市、稲沢市、一宮市

## 交差していた主な道路・鉄道路線・河川
- 愛知県道79号甚目寺佐織線（甚目寺街道）（分断・近くの苅屋橋交差点を利用するように案内）
- 愛知県道124号西条清須線
- 国道302号（名古屋環状2号線）（分断）
- 福田川（専用橋で横断）
- 名鉄津島線 七宝駅（分断・近くの既設道路を利用）
- 愛知県道126号給父西枇杷島線（専用歩道橋で横断）
- 蟹江川（隣接する正則橋を利用）
- 愛知県道128号給父清洲線（専用信号機で横断）
- 愛知県道65号一宮蟹江線（西尾張中央道）（近くの交差点に架かる歩道橋を利用するように案内）
- 三宅川（専用橋で横断）
- 愛知県道121号津島稲沢線（専用信号機で横断）
- 愛知県道130号馬飼井堀線（専用信号機で横断）
- 愛知県道67号名古屋祖父江線（専用信号機で横断）
- 愛知県道132号天池片原一色線（専用信号機で横断）
- 国道155号（信号機で横断）
- 光堂川（専用橋で横断）
- 愛知県道133号稲沢祖父江線
- 日光川（分断・近くの既設道路に架かる山西橋を利用するように案内）
- 名鉄尾西線（分断・山崎駅北側の愛知県道133号稲沢祖父江線の踏切を利用するように案内）
- 岐阜県道118号・愛知県道135号羽島稲沢線
- 領内川（専用橋で横断）
- 愛知県道129号一宮津島線
- 愛知県道513号一宮西中野線

## 沿線の主な施設
- 大治浄水場
- 名鉄津島線 七宝駅
- 二ツ寺親水公園
- 昭和冷蔵配送センター
- 稲沢市陸上競技場
- 愛知県植木センター
- 片原一色農村公園
- 祖父江ぎんなんパーク
- 名鉄尾西線 山崎駅
- 一宮市立朝日西小学校
- 朝日取水場
- 中野の渡し（愛知県営西中野渡船場）

## ギャラリー

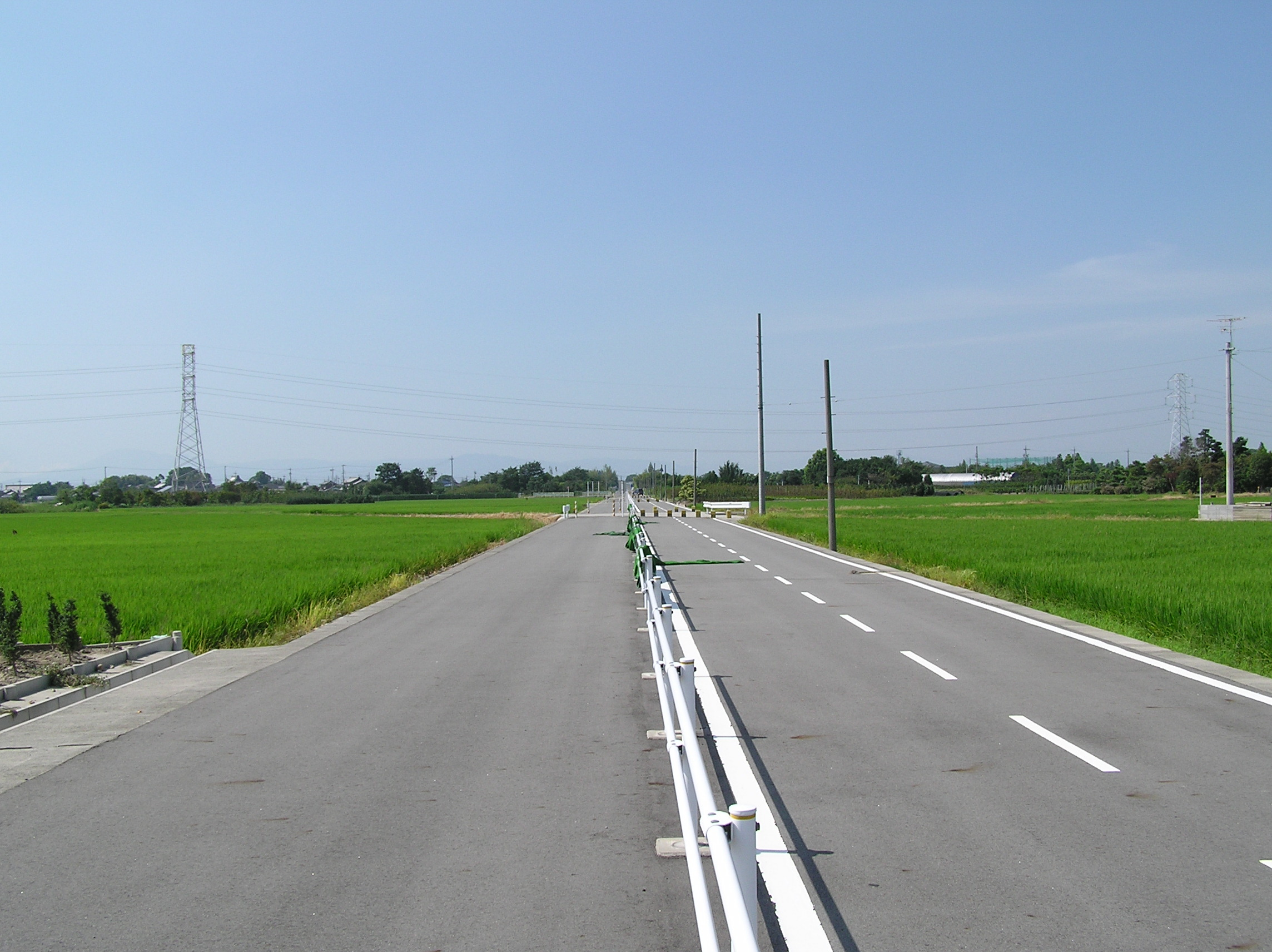
比較的整備された区間
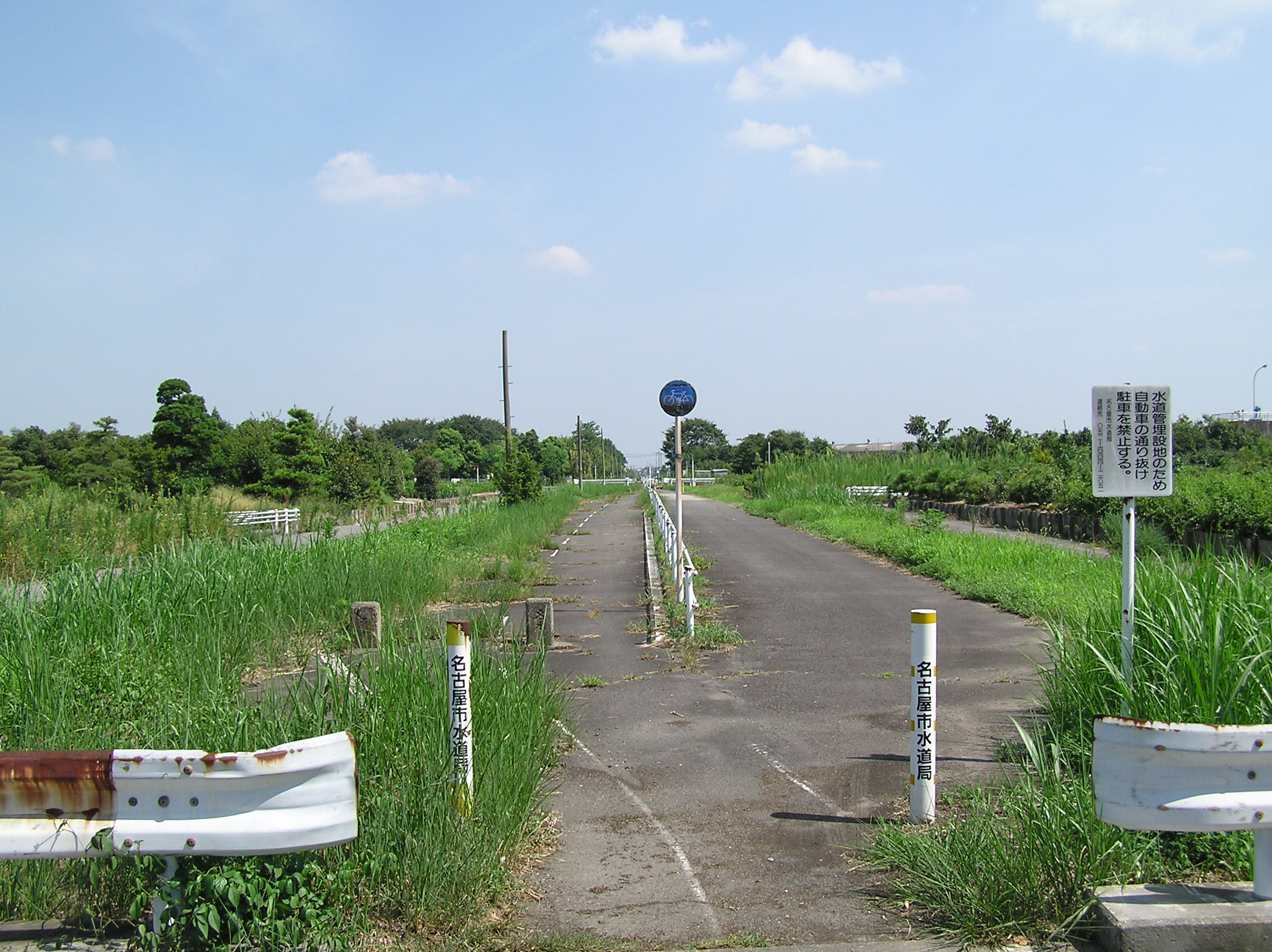
整備が行き届いていない区間
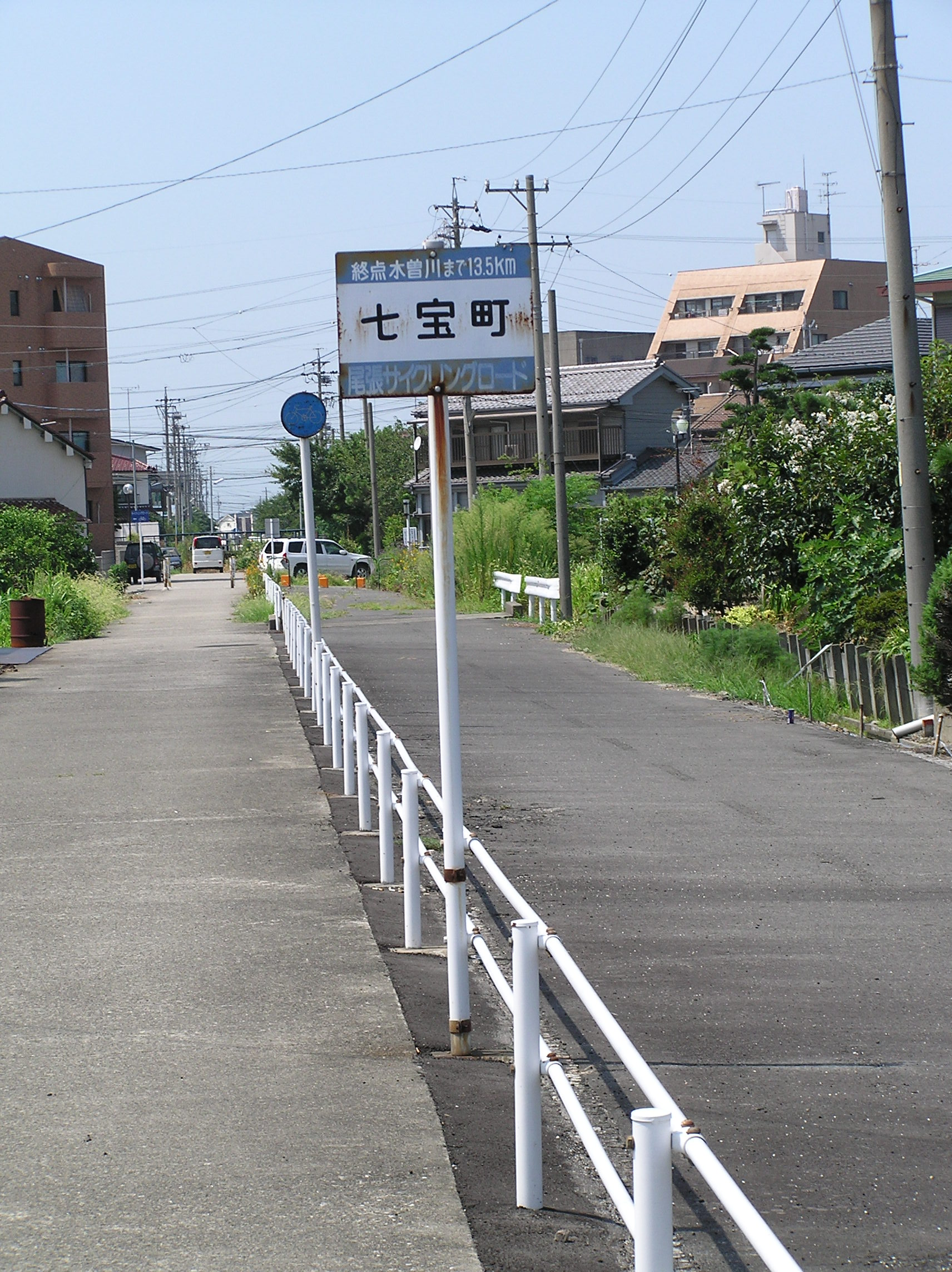
市街地の典型的区間
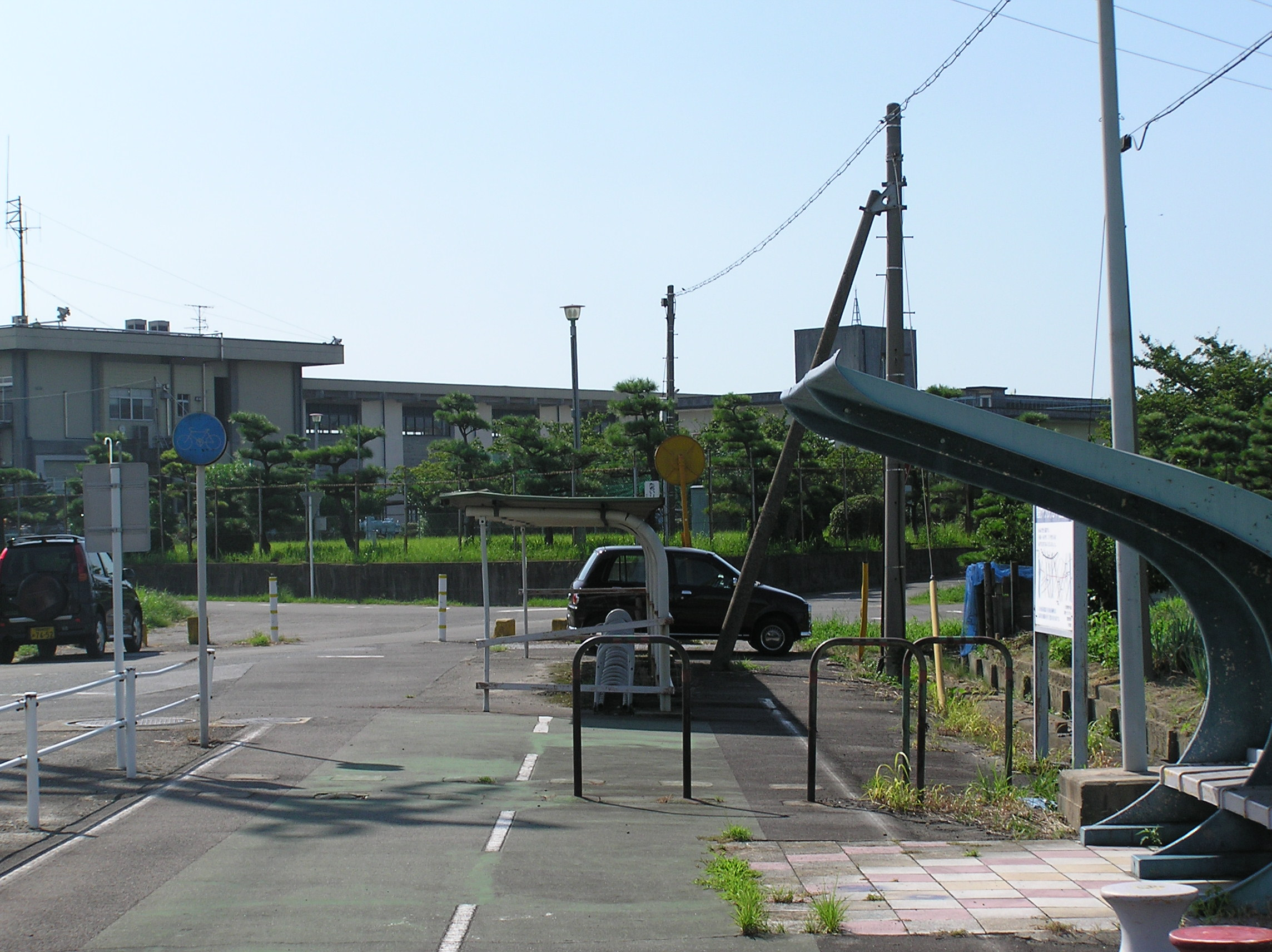
終点付近
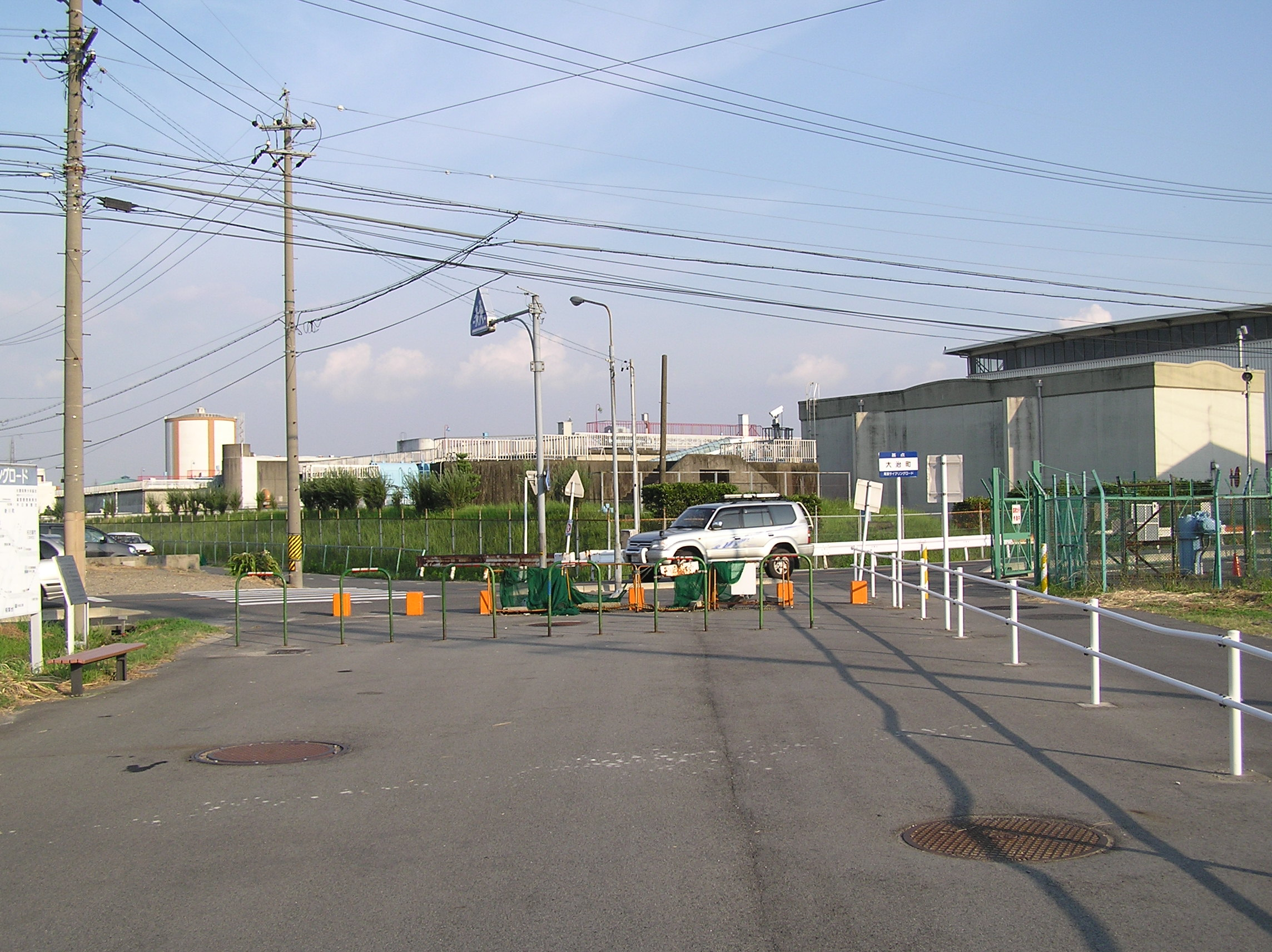
基点付近
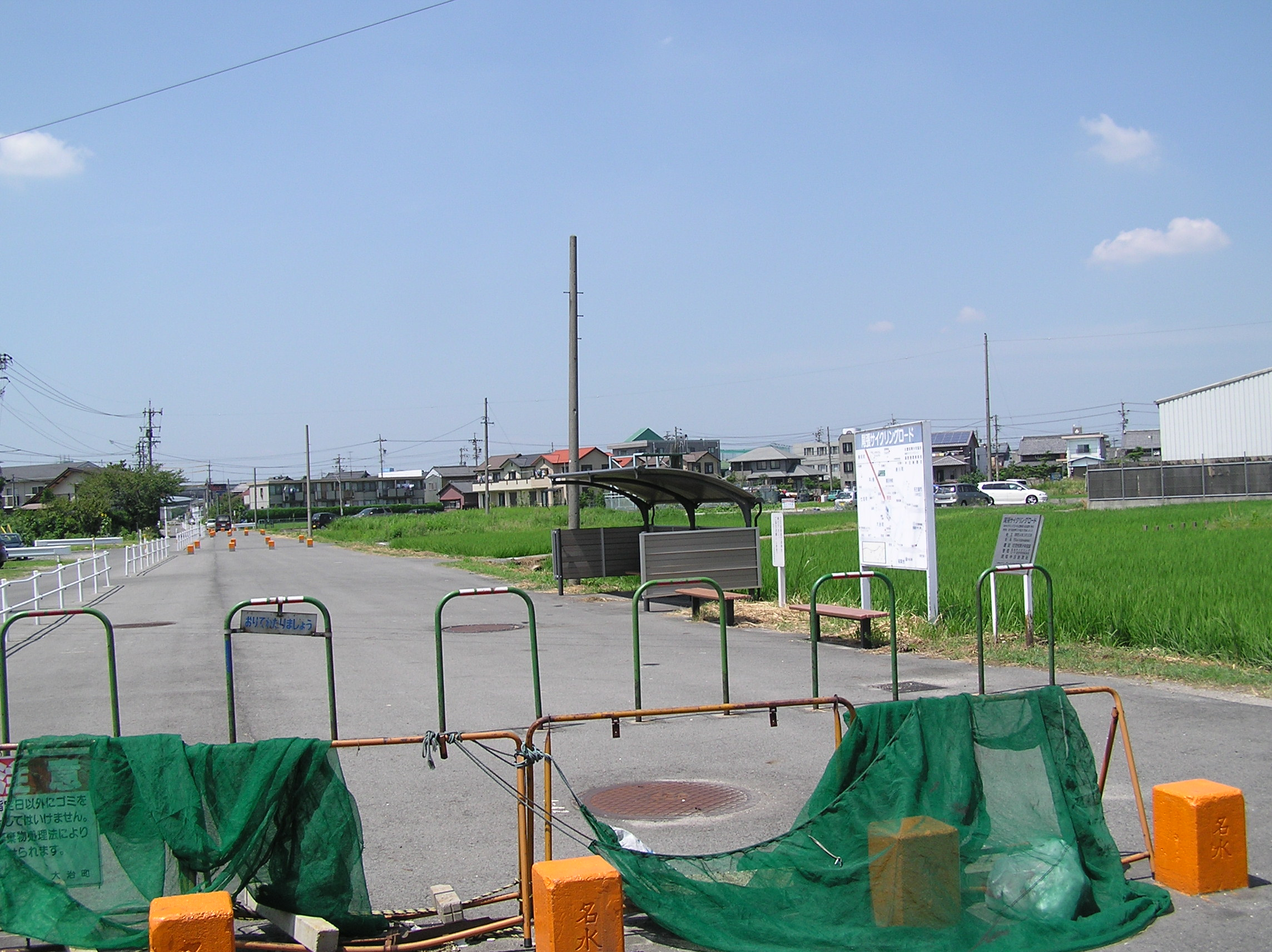
基点付近